# Asalto a la Casa Azul
El Asalto a la Casa Azul (김신조 사건 en coreano) —también conocido en Corea del Sur como el Incidente del 21 de enero (1·21 사태 en coreano)— fue un intento fallido de asesinar al Presidente de Corea del Sur Park Chung-hee por parte de comandos norcoreanos, en su residencia de la Casa Azul, el 21 de enero de 1968.

## Trasfondo
El ataque a la Casa Azul tuvo lugar en el contexto del Conflicto de la Zona desmilitarizada de Corea, que a su vez fue influenciado por la Guerra de Vietnam. Después de las elecciones presidenciales surcoreanas de 1967 y las elecciones legislativas surcoreanas de 1967, el gobierno de Corea del Norte concluyó que la oposición local a Park Chung-hee ya no constituía un desafío a su país. Del 28 de junio al 3 de julio, el Comité Central del Partido del Trabajo de Corea convocó una amplia reunión plenaria donde el líder norcoreano Kim Il-sung dijo a los cuadros: "Prepárense para ofrecer ayuda a la lucha de nuestros hermanos surcoreanos". En julio de 1967, a una escuadra especial de la recién fundada Unidad 124 del Ejército Popular de Corea, se le confió la tarea de asesinar a Park. Esta decisión fue probablemente facilitada por el hecho que en 1967, la Guerra de Vietnam entró en una nueva escalada, bajo dichas circunstancias las fuerzas militares estadounidenses, preocupadas por apoyar a Vietnam del Sur, no podían tomar fácilmente represalias contra Corea del Norte. Entre 1965 y 1968, las relaciones entre Corea del Norte y Vietnam del Norte eran muy estrechas y los norcoreanos proveyeron una sustancial asistencia militar y económica a Vietnam del Norte. La propaganda norcoreana buscaba describir las incursiones de comandos después de 1966 como un movimiento guerrillero surcoreano similar al Viet Cong.

## Preparativos
Fueron seleccionados 31 hombres de la Unidad 124. Esta unidad comando de operaciones especiales se entrenó durante dos años y pasó sus últimos 15 días ensayando las acciones sobre su objetivo en una réplica de tamaño real de la Casa Azul.
Estos hombres especialmente seleccionados fueron entrenados en técnicas de infiltración y exfiltración, armamento, navegación, operaciones aerotransportadas, infiltración anfibia, combate cuerpo a cuerpo (con énfasis en la pelea con cuchillo) y ocultamiento.
Como declaró Kim Shin-jo, el único comando superviviente, "nos hizo temerarios - a nadie se le ocurriría buscarnos en un cementerio".

## Asalto

### Infiltración
El 16 de enero de 1968, la Unidad 124 partió de su guarnición en Yonsan. El 17 de enero, a las 11 de la noche, se infiltraron a la Zona Desmilitarizada de Corea cortando la valla en el sector vigilado por la 2.ª División de Infantería estadounidense. Para las 2 de la madrugada ya habían instalado su campamento en Morae-dong y Seokpo-ri. El 19 de enero, a las 5 de la mañana, después de cruzar el río Imjin, instalaron su campamento en el Monte Simbong.
A las 2 de la tarde, los cuatro hermanos Woo de Beopwon-ri estaban cortando leña y se toparon con el campamento de la unidad. Después de un encarnizado debate sobre si matar o no a los hermanos, se decidió tratar de adoctrinarlos en las "ventajas" del comunismo y fueron liberados con una severa advertencia de no informar a la Policía. Sin embargo, los hermanos reportaron de inmediato la presencia de la unidad norcoreana en la comisaría de Changhyeon.
La unidad levantó su campamento y aceleró la marcha a más de 10 km/h, a pesar de transportar cada uno 30 kg de equipo, cruzando el Monte Nogo y llegando al Monte Bibong a las 7 de la mañana del 20 de enero. Tres batallones de la 25ª División de Infantería surcoreana empezaron a registrar el Monte Nogo en busca de los comandos norcoreanos, peros éstos ya habían abandonado el área. La unidad entró a Seúl en grupos de dos y tres hombres en la noche del 20 de enero y se reagruparon en el Templo de Seungga-sa, donde hicieron los preparativos finales para el ataque.
Mientras tanto, el Alto Mando surcoreano agregó a la búsqueda a la 30ª División de Infantería y al Cuerpo Aerotransportado, con la Policía registrando a lo largo de Hongje-dong, Jeongreung y el Monte Bukak. Dadas las crecientes medidas de seguridad que se implementaban a lo largo de la ciudad y dándose cuenta de que su plan original tenía pocas oportunidades de éxito, el líder del equipo improvisó un nuevo plan.
Cambiaron sus uniformes por uniformes completos de la 26ª División de Infantería del Ejército de la República de Corea (ERC) con las insignias de la respectiva unidad (que habían traído con ellos), se formaron y se prepararon parar marchar el último tramo hasta la Casa Azul, haciéndose pasar por soldados del Ejército surcoreano que volvían de una patrulla de contrainfiltración. La unidad marchó por la avenida Segeomjeong cerca de Jahamun en dirección a la Casa Azul, pasando junto a varias unidades de la Policía Nacional y del ERC en el trayecto.  

### Enfrentamiento
A las 10 de la noche del 21 de enero, la unidad se acercó al punto de control Segeomjeong–Jahamun a menos de 100 metros de la Casa Azul, donde el jefe de Policía de Jongno Choi Gyushik se acercó a la unidad y empezó a hacerles preguntas. Cuando empezó a sospechar de sus respuestas, desenfundó su pistola y los miembros de la unidad le dispararon, para luego abrir fuego y lanzar granadas al puesto de control. Después de disparar durante varios minutos, la unidad se dispersó, con algunos miembros dirigiéndose al Monte Inwang, al Monte Bibong y a Uijeongbu. El Jefe de Policía Choi y el Inspector Asistente Jung Jong-su murieron en el tiroteo; se capturó a un comando norcoreano, pero logró suicidarse. Antes del amanecer, 92 surcoreanos habían caído víctimas del tiroteo, entre ellos casi dos docenas de civiles que iban en un autobús que atravesó la línea de fuego.
El 22 de enero, el 6.º Cuerpo del ERC empezó una masiva operación de limpieza para capturar o eliminar a cualquier miembro de la unidad norcoreana. Soldados del 92.º Regimiento de la 30.ª División de Infantería capturaron a Kim Shin-Jo, que se había ocultado en una casa cerca del Monte Inwang. El 30.º Batallón del Comando de Defensa de la Capital eliminó a cuatro comandos en Buam-dong y en el Monte Bukak.
El 23 de enero, el Batallón de Ingenieros de la 26ª División de Infantería eliminó a un comando en el Monte Dobong. El 24 de enero de 1968, soldados de la 26ª División de Infantería y de la 1.ª División de Infantería eliminaron a doce comandos cerca de Seongu-ri. El 25 de enero, tres comandos fueron eliminados cerca de Songchu. El 29 de enero, seis comandos fueron eliminados cerca del Monte Papyeong.

## Bajas
Durante el intento de asesinato, las bajas surcoreanas fueron de 26 muertos y 66 heridos - principalmente soldados y agentes de Policía, pero también unos 24 civiles. También murieron 4 estadounidenses al intentar detener a los comandos en fuga que iban a cruzar la Zona Desmilitarizada. De los 31 miembros de la Unidad 124, 29 fueron eliminados; uno de estos, Kim Shin-Jo, fue capturado, y otro, Park Jae-kyung, escapó a Corea del Norte. Los cadáveres de los miembros de la Unidad 124 que murieron en el asalto fueron enterrados en el Cementerio para soldados norcoreanos y chinos.

## Consecuencias
El 22 de enero, el Comando de las Naciones Unidas (CNU) solicitó que tuviera lugar una reunión de la Comisión de Armisticio Militar (CAM) para discutir sobre el asalto. El CNU solicitó que la reunión tenga lugar el 23 de enero, pero los norcoreanos pidieron retrasarla por un día. El 23 de enero, el barco de investigación técnica USS Pueblo fue capturado por Corea del Norte. En consecuencia, la reunión de la CMU no solo debía tratar sobre el asalto, sino también la captura del USS Pueblo. En gran parte, la captura del USS Pueblo desvió la atención estadounidense e internacional del asalto a la Casa Azul.
El asalto a la Casa Azul tuvo lugar el mismo día cuando empezó el Sitio de Khe Sanh en Vietnam y el 31 de enero la Ofensiva del Tet rompió la línea del frente en Vietnam del Sur, haciendo que cualquier apoyo estadounidense para las represalias surcoreanas fuese improbable. En Saigón, los guerrilleros del Viet Cong intentaron asesinar al presidente sudvietnamita Nguyễn Văn Thiệu en el Palacio de la Independencia, pero fueron rápidamente repelidos. Algunos escritores han sugerido que debido a las similitudes de ambos ataques por el número casi idéntico de comandos (31 en Seúl y 34 en Saigón, respectivamente), los líderes norcoreanos tenían cierta visión en las operaciones militares norvietnamitas y deseaban tomar ventaja de la Guerra de Vietnam. El presidente estadounidense Lyndon B. Johnson consideró que la captura del USS Pueblo y el inicio de la Ofensiva del Tet habían sido coordinadas para desviar recursos estadounidenses de Vietnam y forzar a los surcoreanos a retirar sus dos divisiones y la brigada de infantería de marina de Vietnam del Sur. Al contrario del presidente Johnson, el general Charles H. Bonesteel III no vio tal conexión. Bonesteel consideró que el asalto a la Casa Azul fue planeado por Corea del Norte, mientras que la captura del USS Pueblo parecía meramente oportunista y que el inicio de la Ofensiva del Tet era útil pero coincidente.
En respuesta al intento de asesinato, el gobierno surcoreano organizó la malograda Unidad 684. Este grupo fue destinado para asesinar a Kim Il-sung, el líder de Corea del Norte. Sin embargo, después de una mejora en las relaciones entre las dos Coreas, se canceló la misión de asesinato de la unidad y en 1971 ésta se rebeló, siendo eliminados la mayor parte de sus miembros.
En mayo de 1972 Kim Il-sung se mostró arrepentido y durante su reunión en Pionyang con Lee Hu-rak, el jefe de la KCIA, afirmó que el asalto a la Casa Azul "fue enteramente planeado por extremistas de izquierda y que no reflejaba sus intenciones o las del Partido".
Kim Shin-jo fue liberado posteriormente tras recibir un indulto por no haber abierto fuego durante el ataque. Se estableció en Corea del Sur y formó una familia. También se convirtió en un crítico del comunismo y afirmó que sus padres fueron posteriormente ejecutados. Fue ordenado pastor en 1997 y falleció en 2025.

## Galería

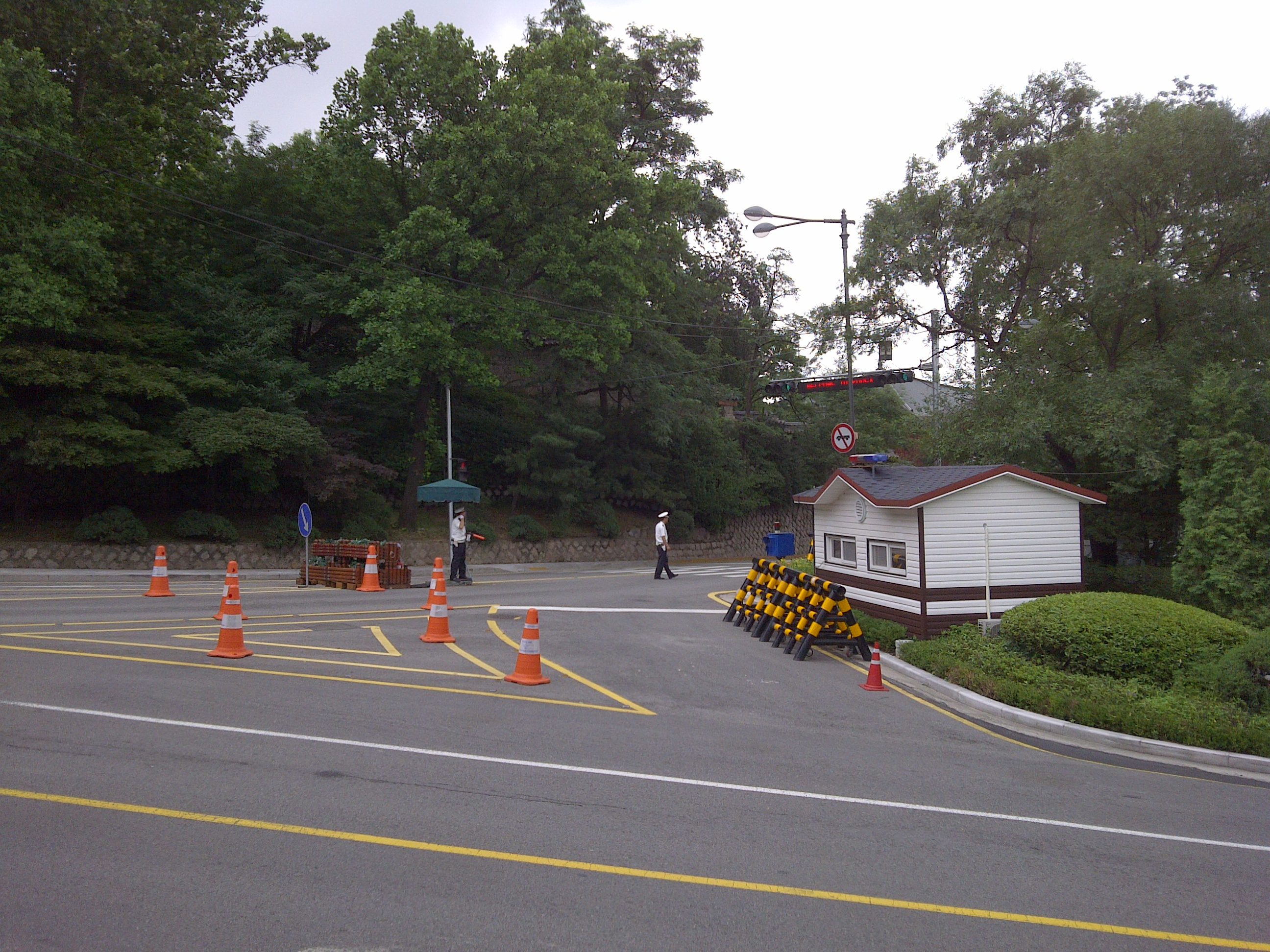
Puesto de control de Segeomjeong-Jahamun en julio de 2011.
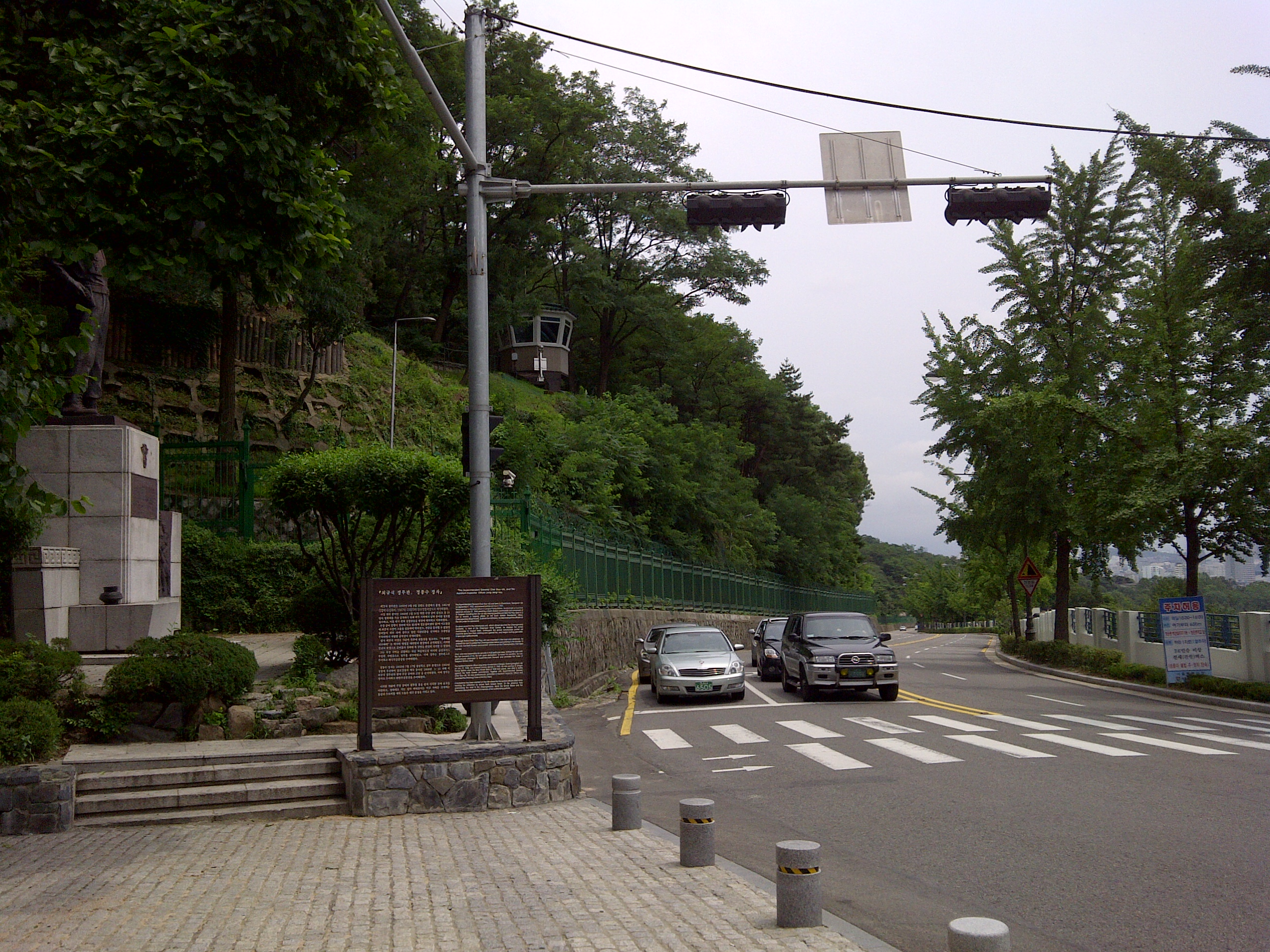
Estatua de Choi Gyushik en Segeomjeong, cerca de Changuimun.
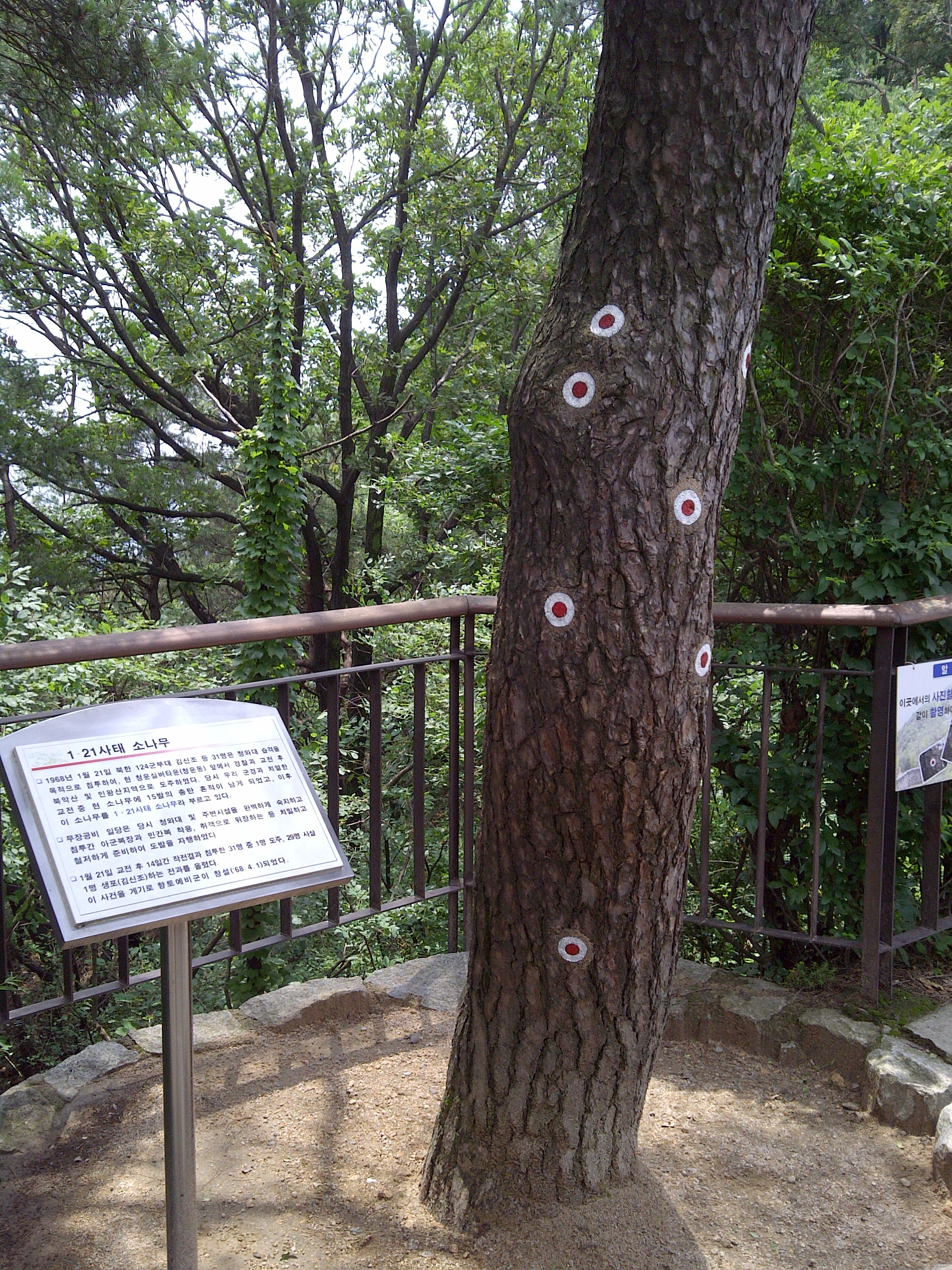
Pino de Bukaksan con los agujeros de bala marcados.
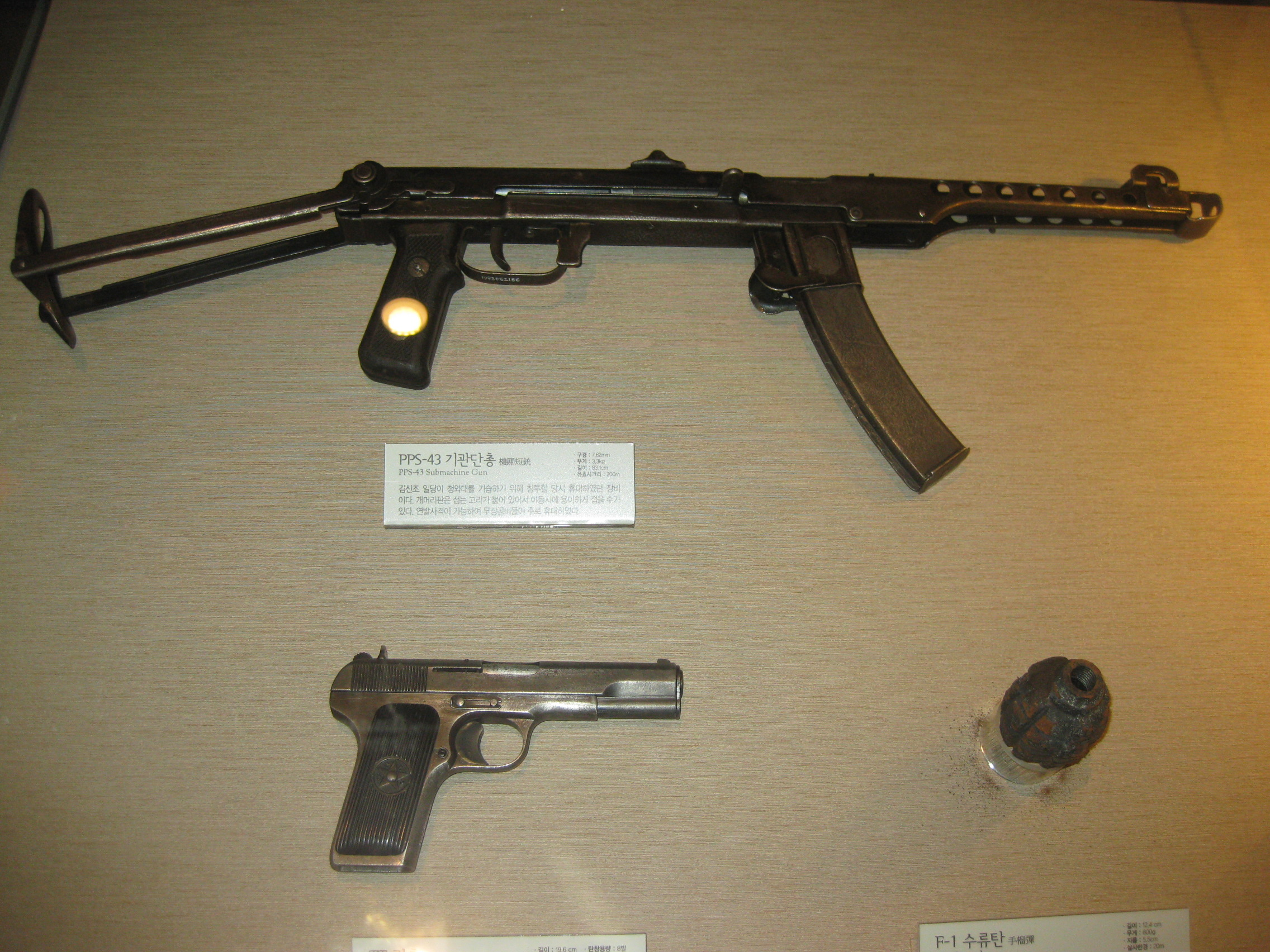
El PPS-43, la Tokarev TT-33 y una granada de mano de Kim Shin-jo en el Memorial de la Guerra de Corea.
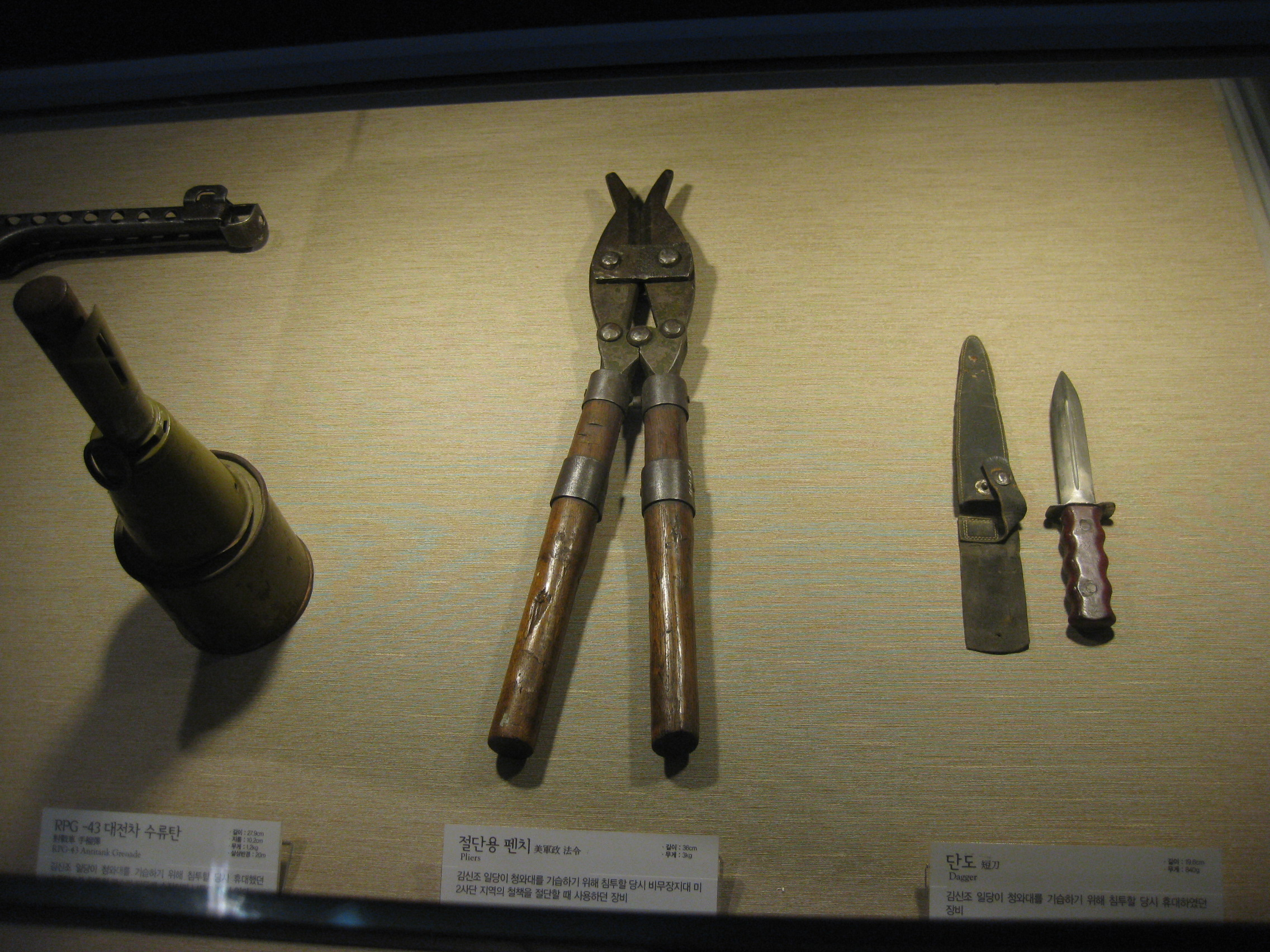
La granada antitanque RPG-43, cizalla y daga de Kim Shin-jo en el Memorial de la Guerra de Corea.